# Лищанська сільська рада
Лищанська сільська́ ра́да (біл. Лышчанскі сельсавет) — адміністративно-територіальна одиниця у складі Пінського району Берестейської області Білорусі. Адміністративний центр — село Лище.

## Склад
Населені пункти, що підпорядковувалися сільській раді станом на 2009 рік:
| Населений пункт | Тип  | Населення, осіб (2009) |
| --------------- | ---- | ---------------------- |
| Заборовці       | село | 308                    |
| Лище            | село | 432                    |
| Павлиново       | село | 18                     |
| Пучини          | село | 418                    |
| Юзефини         | село | 21                     |

## Населення
За переписом населення Білорусі 2009 року чисельність населення сільської ради становила 1197 осіб.

### Національність
Розподіл населення за рідною національністю за даними перепису 2009 року:
| Національність            | Осіб | Відсоток |
| ------------------------- | ---- | -------- |
| білоруси                  | 1155 | 96,49 %  |
| росіяни                   | 19   | 1,59 %   |
| українці                  | 14   | 1,17 %   |
| національність не вказана | 3    | 0,25 %   |
| поляки                    | 2    | 0,17 %   |
| татари                    | 1    | 0,08 %   |
| узбеки                    | 1    | 0,08 %   |
| мордва                    | 1    | 0,08 %   |
| гагаузи                   | 1    | 0,08 %   |
| Разом                     | 1197 | 100 %    |